# Плёссы (Могилёвская область)
Плёссы (бел. Плёсы) — деревня в Телушском сельсовете Бобруйского района Могилёвской области Белоруссии.

## География
Плёсы находятся на железнодорожной и автомобильной линии М5 Минск-Бобруйск-Жлобин-Гомель в 175 км от Минска и 130 км от Гомеля. Рельеф полузакрытая равнина (Центрально-Березинская), местами слабовсхолмлённая изрезанная густой сетью осушительных каналов, средняя высота—165 м над уровнем моря. Полезные ископаемые осадочного происхождения: торф, глина, строительные и силикатные пески, сапропель. Грунты преимущественно суглинистые и супесчаные, песчаные и торфяные. Грунтовые воды залегают на глубине 0,5-10 метров. Почва преимущественно дерново-подзолистые (46,1%), дерново-подзолистые заболоченные (26,9%) и торфяно-болотные (15,6%). Климат умеренно континентальный. Среднегодовая температура плюс 5,30С. Средняя температура января минус 6,7 градусов, июля - плюс 18,2 градуса. В среднем за год выпадает 586 мм осадков. Преобладающие ветра западные и юго-западные. Вегетационный период 193 дня.

## История края
Территория всего района заселялась человеком с эпохи мезолита (ІX-V тысячелетия до н. э.). С IX столетия территория деревни входила в Туровское княжество на котором в основном проживали племена дреговичи (последнее со второй половины X столетия вошло в состав Киевской Руси).
В XIV столетии Туровское княжество вошло в состав Великого Княжества Литовского а затем Речи Посполитой. Для обозначения населения Великого Княжества Литовского в исторических источниках использовался термин «литвин». В источниках XIII—XVI веков понятия «литвин», это определение государственной принадлежности «русинов», литовцев и представителей других народов что проживали на Подляшье и землях современной Белоруссии к Великому княжеству Литовскому.
По письменному источнику населённый пункт Плосы известен с 15 июня 1560 года как деревня в Великом Княжестве Литовском Бобруйского староства. Название деревни происходит от плёса (глубоководный широкий участок реки с медленным и спокойным течением, свободный от подводных опасностей, с ровным дном) реки Белица (плёса реки). Природа местности имела ярко выраженный полесский характер: территория низменна и покрыта на огромные пространства непроходимыми болотами и дремучими лесами. Почва малоплодородная, болотистая, песчаная и глинистая. Климат мягкий. Средняя годовая температура +6. Вот как описывается местность в источниках:

«Огромные пространства торфа и торфяных болот, болотная железная руда, известняк и мел — исключительная черта Бобруйского уезда. Все реки низменной части уезда имеют весьма медленное течение, текут в низких, болотистых, а иногда и неопределенных берегах, образуют много рукавов, а при таянии снегов и в дождливое время разливаются на огромные пространства».
В 1611 году бобруйский староста Пётр Тризна (один из высших военачальников Речи Посполитой и ярый приверженец силового насаждения католицизма), вместе со своей женой Анной Моссальской, внёс выкуп королевской казне и получил право пожизненно владеть Бобруйским староством, куда и входили Плёсы (два посёлка, Старое село которое неоднократно выгорало в результате пожаров, и имение). Известно, что в 1611—1613 годах в окрестностях происходили волнения. Одно мнение: они были вызваны политикой Бобруйского старосты. Другое мнение: волнения вспыхнули в результате поборов и — главное — повинностей, которые предшественник Петра Тризны (затеявший широкое амбициозное строительство в городе) возложил на горожан и крестьян.
1639 год в хозяйственных актах деревня Плоса — государственная собственность ВКЛ.
В 1738 году в деревне Плосы имелось 46 дворов, в 1765 году — 52 двора, есть харчевня и мельница, с 1793 года село в составе России. Управляющий Плёсс жил в фольварке Малинник, их было несколько. (В н.вр. растут кусты орешника в поле между Малинниками и Ст. Малинниками)
С 1795 года — деревня в Бобруйском уезде Минской губернии во владении древнего дворянского рода помещиков Кобылиных.
1863—1864 год —  В метриках по Телушской церкви деревня пишется  Плёсы Жилинские, 59 дворов. Принадлежали  русско-литовскому княжескому,  дворянскому роду Жилинских, который угас в середине XVI века.  Род внесён в I и VI части родословной книги Витебской и Минской губерний.
1870 год имение Плёсы по наследству в собственности помещика Васькова Николая Ивановича. Род Васьковых имел родовой герб и упоминается с 1550 года. Все Васьковы — дворяне служили царям, имели генеральские звания, действительных статских советников, губернаторы, вице — губернаторы. За усердную службу царь пожаловал им деревни Плёсы, Панкратовичи, Симгоровичи, Тажиловичи, Ламбово, Ивановка с крестьянами.
16 (28) ноября 1873 года был сдан в эксплуатацию (прошёл первый поезд) участок Либаво-Роменской железной дороги (длиной 141,8 версты), соединившей Бобруйск и Гомель.
В 1883 году в деревне основан винокуренный завод (располагался около шоссейной дороги в настоящее время — строительство развилки дороги М5). В деревне довольно хорошо развито пчеловодство.
Развитие винокуренного производство, торговли, привело к проведению «кирмашов» так в Плёсах он проводился ежегодно 21 мая.
В деревне было поместье, господский дом  — графа Петра Фёдоровича Вахромеева- Минский дворянин. В 1917 году  по словам старожилов семья  Вахрамеева П.Ф. уехала в Чернигов. Жена - в девичестве княжна Хованская,Сарра Сергеевна, родилась 29 мая 1877 года, поженились в 1898 году, была необычайной доброты, общительной и максимальная отзывчивой, обладала неплохими музыкальными способностями и задатками. Имели сыновей, известные - старший Фёдор, Сергей -1905-1941г.(прож. г. Чернигов), Пётр. Мать Вахромеева П.Ф., Агриппина Васильевна., проживала им. Ламбово, Турковск. вол., имели дом в Петербурге и Чернигове.  Отец  Фёдор Васильевич Вахромеев род.в 1833 г.16 февраля скончался 12 сентября 1884 г. Похоронен около церкви д.Телуша, могила не сохранилась  - правнук  Голохвастова Ивана Ивановича  (1729 — 1798) — российского  государственного деятеля председателя Ярославской казённой палаты. Был ярославским наместником и произведён в генерал-майоры. Генерал-поручик с 5 февраля 1790 г. Сенатор в 1793—1796 г. Тайный советник (1794)  последнему земли  и д. Плёсы (они то Жиглинские,то Новые,то Ближние) пожаловала Екатерина II. (Источник Ф.549.Оп.2.Д.20.  МФ.11.28)  Вахромеев П. Ф. привёз с Петербурга в деревню братьев Савицких Василия и Власа (Василий занимался на винокуренном заводе сначала кочегаром, а затем дегустатором, Влас — золотошвейка, шил церковную утварь, изготовил " хоругви " которые используются при ритуале в деревне до сегодняшнего дня). В настоящий момент на месте поместья стоит бесхозное строение клуба около развилки автодороги М5
На начало XX века деревня Плёсы Турковской волости Бобруйского уезда состоит из 149 частных хозяйств с 1214 жителями, еврейское население проживающее в деревне доходило до 10 %.
Под влиянием революционного движения в 1905—1906 годах в окрестностях деревни проходили крестьянские выступления, в том числе самовольная вырубка леса и потрава помещичьих земель, в связи с чем государством была проведена земельная реформа, с образованием хуторских хозяйств. Деревня состоит из хуторов «Таукачи», «Коплевых», «Сопликовы», «Шлёмиха», «Буда». «Муськова», «Ванячкав», «Дранников», «Пиняров», «Чумаки», «Ковалевские» и других.

"Телеграмма лесопромышленника Магидсона
Минскому губернатору от 2 февраля 1905 года. «Крестьяне Турковской волости Бобруйского уезда уже шестой день большими толпами и сотнями подвод грабят лес из купленного мной леса при имении Плессы Бобруйского уезда, нападая на приказчиков и лесников, которые лишены возможности охранять лес из за угрозы убийства. Вынужден покорнейше просить Ваше Высокопревосходительство о помощи. Лесопромышленник Магидсон»..
В деревне действует церковно-приходская школа, постоялый двор, две мельницы (одна недалеко от школы ветряная, вторая рядом с винокуренным заводом водяная на реке Белица).
Рядом находится одноимённое помещичье поместье. В настоящий момент на месте поместья находится клуб, сохранились пруды и фрагменты липовой аллеи, ведущие к ним, липы напротив магазина.

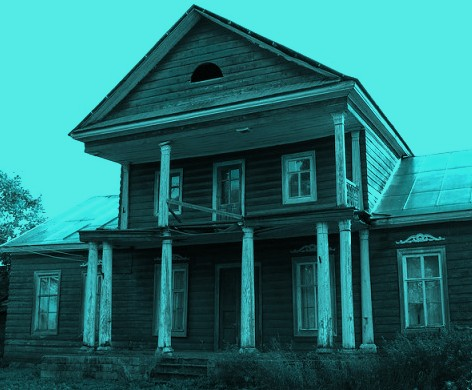
Помещичья усадьба Вахромеева

В фольварке Малинник проживало 64 жителя. В начале XX века в фольварке был 1 двор, 46 жителей, с 1897 года дегтярный завод, занимались в основном производством «дёгтя».
1917 год — в деревне 239 дворов с численностью населения 1488 жителей.2 6 июля Земельный комитет уезда конфисковал 88 десятин помещичьих земель в поместье Плёсы и передал их для распределения между бедняками.
1918 год в январе территория деревни являлась фронтовой и была оккупирована польскими войсками, Первого польского корпуса под командованием Ю. Довбор-Мусницкого, население в целом враждебно относилось к полякам. Крестьяне нападали на разбросанные по окрестным деревням гарнизоны поляков. В ответ легионеры проводили карательные операции, жертвами которых стали жители десятков деревень Бобруйского повета в том числе и Плёсы. В середине мая оккупирована немецкими войсками. 26 ноября освобождена частями Красной Армии и подчинялись Турковскому ревкому.
1921 год — на базе былого фольварка Малинник создана сельскохозяйственная артель которая имела 139 гектар земли.
1923 год — открыта трудовая школа 1 степени, в которую пошли учится 215 детей из деревни Плёссы и окружающих сёл и хуторов, Начата строительство грунтовой шоссейной дороги (всесезонная гужевая дорога) Бобруйск — Жлобин которая была закончена к 1929 году. Дорогу укладывали колотым камнем.
1924 год. Начата постройка новой школы, которая располагалась около деревенского кладбища.
1925 год — создан трудовой кооператив «Труд», образован драматический кружок и комсомольская ячейка.
1926 год. В деревне 245 дворов 1363 жителя.

Фрагмент топографической карты 1929 года

1930 год. Образован колхоз «13 лет Октября». В Малинниках колхоз «Свобода». Началась коллективизация и строительство новых посёлков: Селянин, Жилинцы, Новый Быт, Слобода, Красный Остов, Красный пахарь. Жители хуторов подлежали расселению специальными посёлками в пределах районов прежнего своего проживания. Основу таких посёлков составляли хуторские домовладения, расположенные около железной дороги в урочищах Лесиши, Надеев, Старина, Муськово болотце, Церковище, Белка, Остров, Таукачи. Застройка двусторонняя, преимущественно деревянная, усадебного типа.
1940 год.История не должна быть безликой.. В 2017 году обнаружены останков солдат Финской компании  и их перезахоронение в братской могиле  п. Кузьминское Ленинградской области  из них жители деревни Сакун Е.Е., Силич П. М., Шинкоренко А.И..
1941—1944 год. Около деревни Малинники рядом с железнодорожной остановкой находился военный полевой аэродром «Телуша» где проходили курсы обучения командиров звеньев и базировались самолёты управления 13-й бомбардировочной авиадивизии. Основной аэродром находился в г. Бобруйске. 24.06.41 в связи с бомбардировкой основного аэродрома личный состав без матчасти прибыл на аэродром «Телуша», 27 июня на аэродроме были взорваны склады и он был передислоцирован. В настоящее время места нахождения складов и строений заросло хмызняком.30 июня во время воздушного боя над деревней был сбит самолёт, заместителя командира эскадрильи 219 Дальне-бомбардировочного авиаполка, ст. лейтенанта Мозгового Василия Емельяновича 1906 г.р.,служил Сибирский военный округ, в КА с ноября 1928 года, который был захоронен местными жителями около шассе, рядом с домам «Беляковых».(После войны перезахоронен ст. Телуша) В д. Плёссы располагались оккупационные военные формирования. Активные военные действия в деревне и на близлежащей территории не велись. Работало МТС на ст. Телуша.
Во время оккупации в деревне действовала подпольная группа возглавляемая Бондарчук Устином. Они совместно с подпольной группой д. Телуша, неоднократно уничтожала подземный кабель который был проложен вдоль железной дороги, добывала немецкое вооружение и амуницию с проходящих по железной дороге, составах, для партизан 1-й Бобруйской партизанской бригады.
В августе — сентябре 1943 года молодёжь была отправлена в Германию или концлагерь «Азаричи».
В 1944 году немецкий штаб 45-й пехотной дивизии находился в деревни Панкратовичи, Телуша. Утром 27 июня 1944 года в районе деревни Мальево части советской 102 стрелковой дивизии при поддержке танков нанесли удар по позициям 135-го гренадерского полка и прорвав его оборону, что заставило немцев эвакуироваться в Дубовку, освободили деревню. 30 июля 1944 года 102 стрелковая дивизия которая освобождала деревню получила пополнение из 192-го резервного стрелкового полка куда были призваны более 150 человек из деревни в армию, из которых больше ста человек погибло на территории Польши, большинство перезахоронено на мемориальном кладбище Клешево г Пултуск.
1945 год. Восстановлен колхоз с названием «Победа», к нему были присоединены колхозы дер. Заболотья, Симгоровичи и стали его бригадами, организовано осушение болот. Зимой, для нужд государства осуществлялось лесозаготовка.

«Колхоз „Победа“ Ковалевского сельсовета первыми в Бобруйском районе приступили к сдаче свежих овощей. На участок Белпродовощ колхозники отвезли первые 1000 килограмм огурцов, 1200 кг моркови, и более 2 тонн свеклы».
В колхозе была огородно-полеводческая бригада, которая специализировалась на выращивании овощей и фруктов, на «Ковалёвском» действовала птицеферма. В д. Симгоровичи (Бобруйский район) имелась колхозная пасека.
1967 год. К деревне Плёссы присоединены деревни Жилинцы, Новый Быт, Слобода. В этом же году проведено электричество. До 1967 года деревня электричеством обеспечивалась от колхозной дизельной установки.В деревне два магазина, детский садик, столовая, ФАП, почтовое отделение.
В 1970-е годы деревня развивается, построены два двухэтажные дома, около клуба, идёт строительство жилых домов для колхозников, шоссейная дорога была покрыта асфальтом, в колхозе проживает 870 человек из них 350 в Плёссах. В конце 1970-х годов проложена вторая линия железнодорожной ветки.
1997 год — в деревне 160 дворов 350 жителей.
2010 год — СПК «Победа» деревни Плёссы присоединён к СПК «Дзержинского» в деревне работает клуб-библиотека, фельдшерско-акушерский пункт (ФАП), магазин, пункт бытового обслуживания населения, почтовое отделение.
2011 год — в деревне 137 дворов 314 жителей (до 16 лет — 50 человек, трудоспособных — 135).
2013 год. Начата реконструкция железнодорожной дороги. 29 сентября прошла первая электричка Минск-Жлобин. Начата реконструкция автомобильной дороги М-5.
2014 год — 1 марта в деревне 300 жителей 129 дворов. Активно ведётся реконструкция автодороги. На территории мехдвора возведён мобильный асфальтобетонный завод. Снесены здания почтового отделения и пункта БОн.
2016 год- 3 июля введена в эксплуатацию автомобильная дорога М 5

## История школьного образования
Жылинцавская школа грамоты Цялушскага прихода открылась в 1889 году в пос. Жылинцы (Старое Село). Деревня в это время именовалась Плёсы Жилинские. В 1890-1891 учебном году школу посещали 10 мальчиков. Учителем работал отставной унтер-офицер К. Шкрадюк.	Первыми учителями были Архипенко Александр, после его Ступень Роман Иванович, это были надомные учителя, которые не имели соответствующего образования Их заработная плата за учебное время была 25 рублей. Заведовал школой преподаватель Закона Божьего воспитанник Минской духовной семинарии, священник Цялушскай приходской церкви Ф. Кляевски. К осени 1894 деревня насчитывала около 149 домов. В деревянный с маленькими окошками и соломенной крышей дом, расположенный на «Старом селе» в котором проживал Силич Фёдор Т., привезли несколько скамеек и столов и поставили в доме.  В этом доме школа просуществовала 5 лет. Затем школа находилась 10 лет в доме Сакуна Акима, и два года в доме Бандарчука Сымона «Рыгоровича».
В 1908 году в школу была прислана учительница, которая окончила учительскую семинарию в Рогачёве, работала она в школе 3 года, после её 2 года работал учителем Якимович Иван Антонович, один год Кляевская Александра Фёдоровна, До 1919 года учительницей работала Кравченко Фёкла Васильевна.
С 1 сентября 1918 и по 1919 год школа располагалась в одном из помещений имения Вахрамеева.
В 1920 году с дер. Телуша перевезён дом, в котором располагалась женская церковно-приходская школа, этот дом восстановили в районе деревенского кладбища. Это помещение школы простояло до 1965 года, на своём протяжении подвергалась ремонту, её поставили на фундамент, стены оштукатурили, соломенную крышу заменили на шиферную.
До 1936 года школа была начальной, а затем семилетней, заведовали  и директорами школы были Шагулин, Антоневич Гаврила Иванович. В 1936 году был открыт 5 класс, директором школы стал Галицкий Григорий Васильевич.	В 1940 году был первый выпуск семилетней школы, с 1941 по 1944 годы заведующим был Алферович Яков Тихонович 1912 года рождения. С 1 сентября 1944 года  директором был назначен Дятлов Николай Фёдорович, который был им до 1949 года. С 1949 по 1952 год директором школы был Иванков Иван Кирилович, после его Воловиков Иван Фёдорович.	В 1952 году директором назначен Цаир Шалом Лейбович во время его работы помещение школы было реконструировано, сделаны 4 классные помещения и большой коридор, Встал вопрос от строительстве новой школы, мастерской и столовой. В связи с закрытием начальных школ в деревне Ивановка и Симгоровичи, в 1961 году построена новая школа с семью учебными классами.
В 1963 году директором назначен Стельмак Алексей Михайлович, начата строительство школьной мастерской, столовой и помещение под общежитие 	Директора школы: 1980—1984 год Городецкий Валерий Васильевич , 1984—1988 год — Петухов Александр Сергеевич, 1988—1994 год — Коленда Александр Евгеньевич, 1994—1997 год — Жук Александр Яковлевич, с 1997 до 1999 год директор Игнатенко Василий Васильевич, с 1999 года и до закрытия в 2009 году Валерия Ивановна Салихова

## Известные уроженцы
- Аврамчик, Николай Яковлевич[4] — (1 января 1920 г- 8 мая 2017) поэт, прозаик и переводчик, заслуженный работник культуры Белоруссии (1980) и почётный гражданин Бобруйского района (1998г).
- Липец, Исай Мойсеевич — (12 ноября 1897 — 12 апреля 1964), доктор медицинских наук, заведующий кафедры Витебского и Северно-Осетинского медицинских институтов
- Дятлов, Александр Николаевич — белорусский писатель, родился 3 июня 1936 в д. Турки Бобруйского района в семье учителей. Жил в д. Петровичи, а с лета 1944 г. — на родине матери, в д. Плёсы, где отец был директором местной школы.
- Сакун Александра Григорьевна 15 апреля 1932 года рождения. С 1950 года доярка колхоза «Победа» Герой Социалистического Труда — Указ ПВС СССР от 27 декабря 1957 г, Медаль за добросовестный труд, серебряной медалью ВДНХ СССР.Проживает д. Заболотье.
- Балясников Виктор Викторович (1918—1968) — награждён двумя Орден Трудового Красного Знамени.
- Кикоть Андрей Андреевич (1937—2004) — награждён Орден Ленина, орденом Трудового Красного Знамени. Избирался депутатом Верховного Совета БССР.
- Сакун Николай Борисович (1928—1999) — награждён орденами Трудового Красного Знамени, «Знак Пачета»
- Стельмак Алексей Михайлович (1931—2008) — директор Плеской средней школы, В 1968г  был  награждён  нагрудным  знаком  -"Выдатник  народнай  асветы БССР". Один из немногих педагогов Бобруйщины, кто Указом Президиума Верховного Совета СССР от 27 июня 1978 года награждён орденом Трудового Красного Знамени № 1096488.

## Фотографии

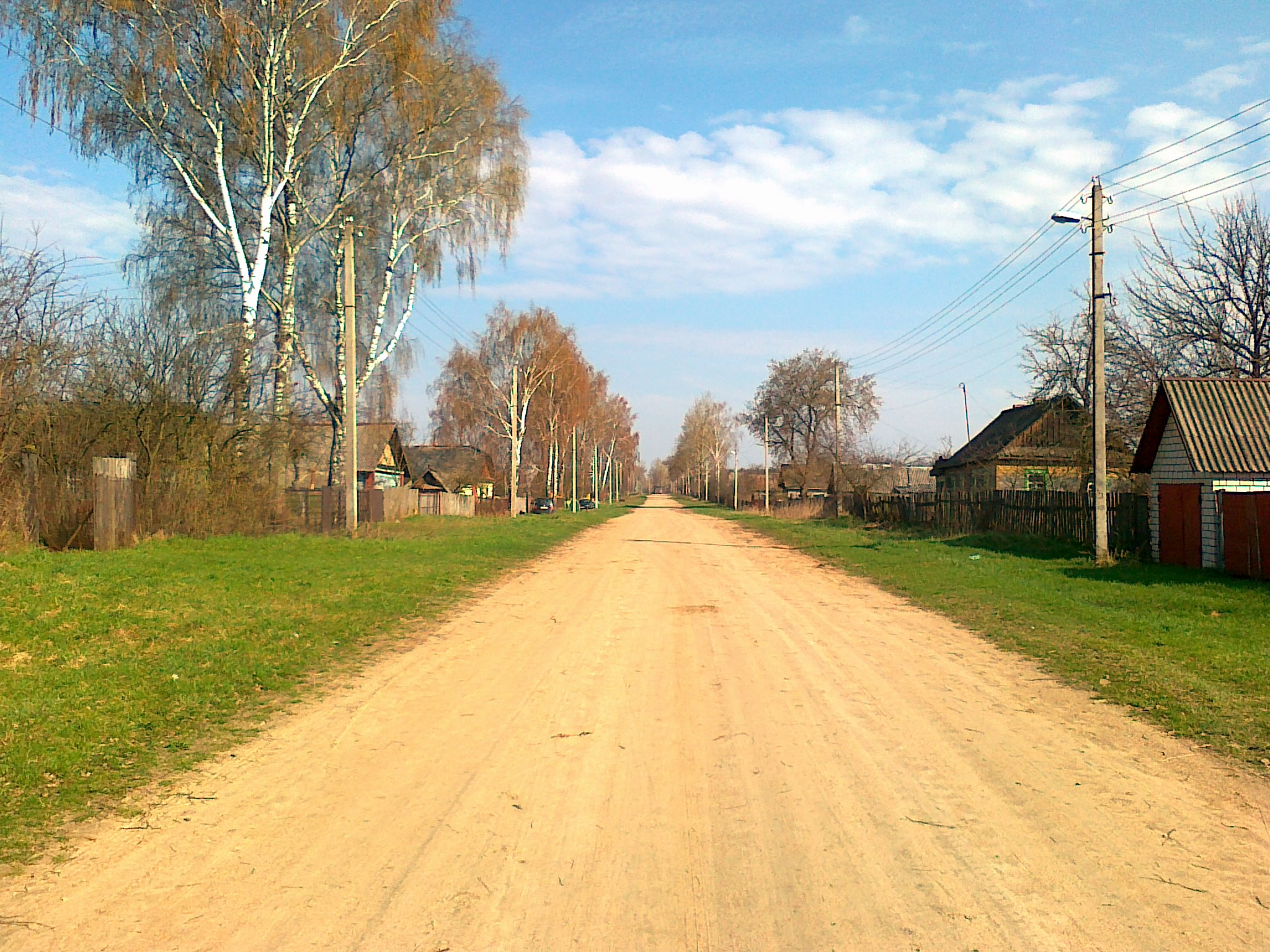
Улица Комсомольская
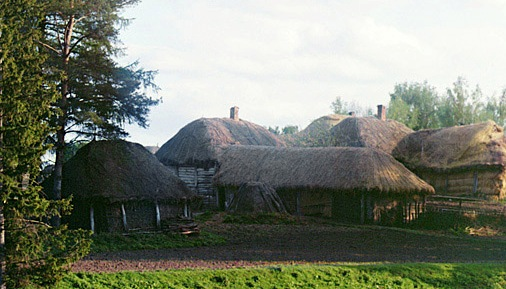
1910 год хутор на Лесищах
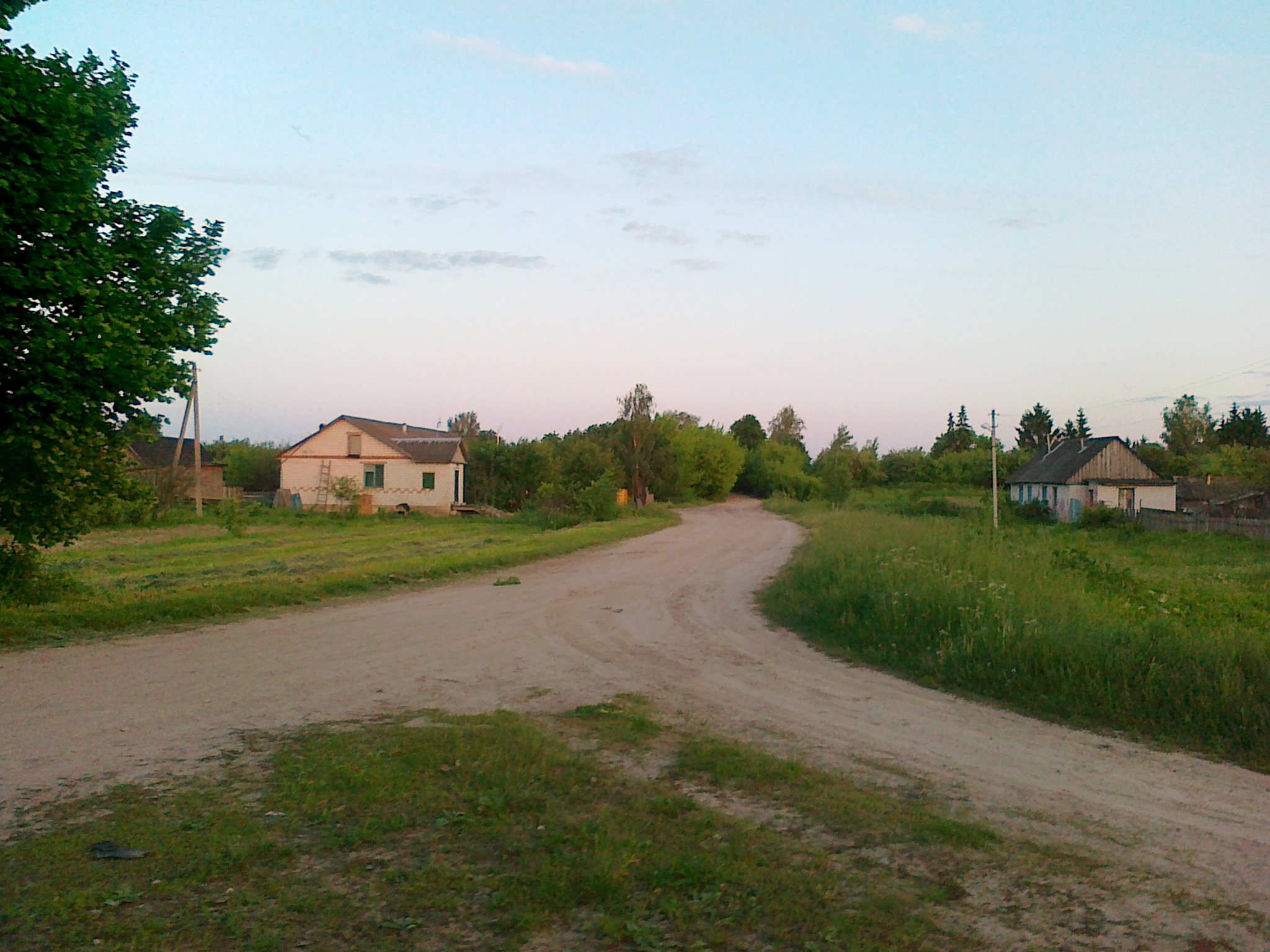
Дорога к шоссе
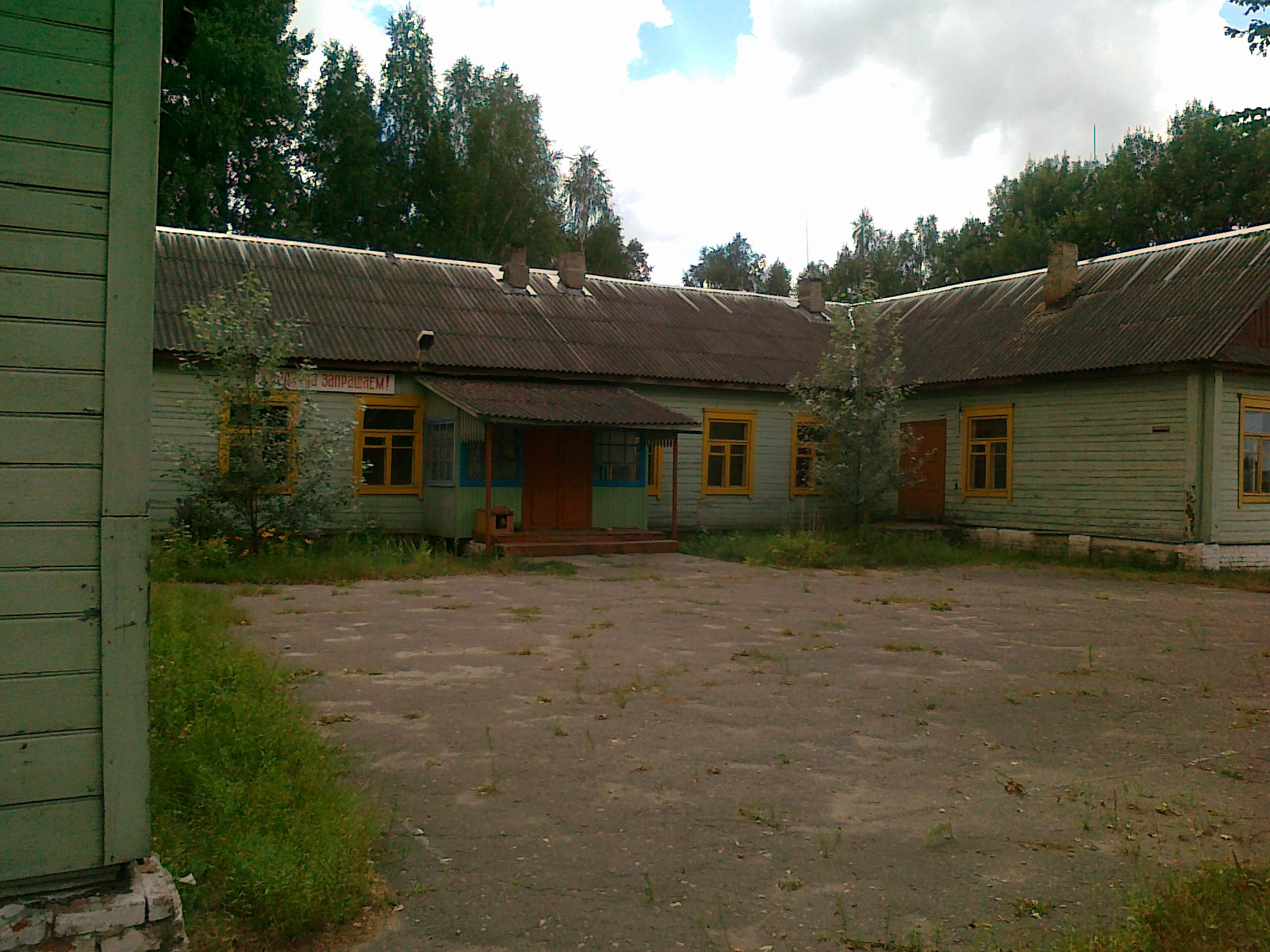
Плёсская средняя школа 2010 год
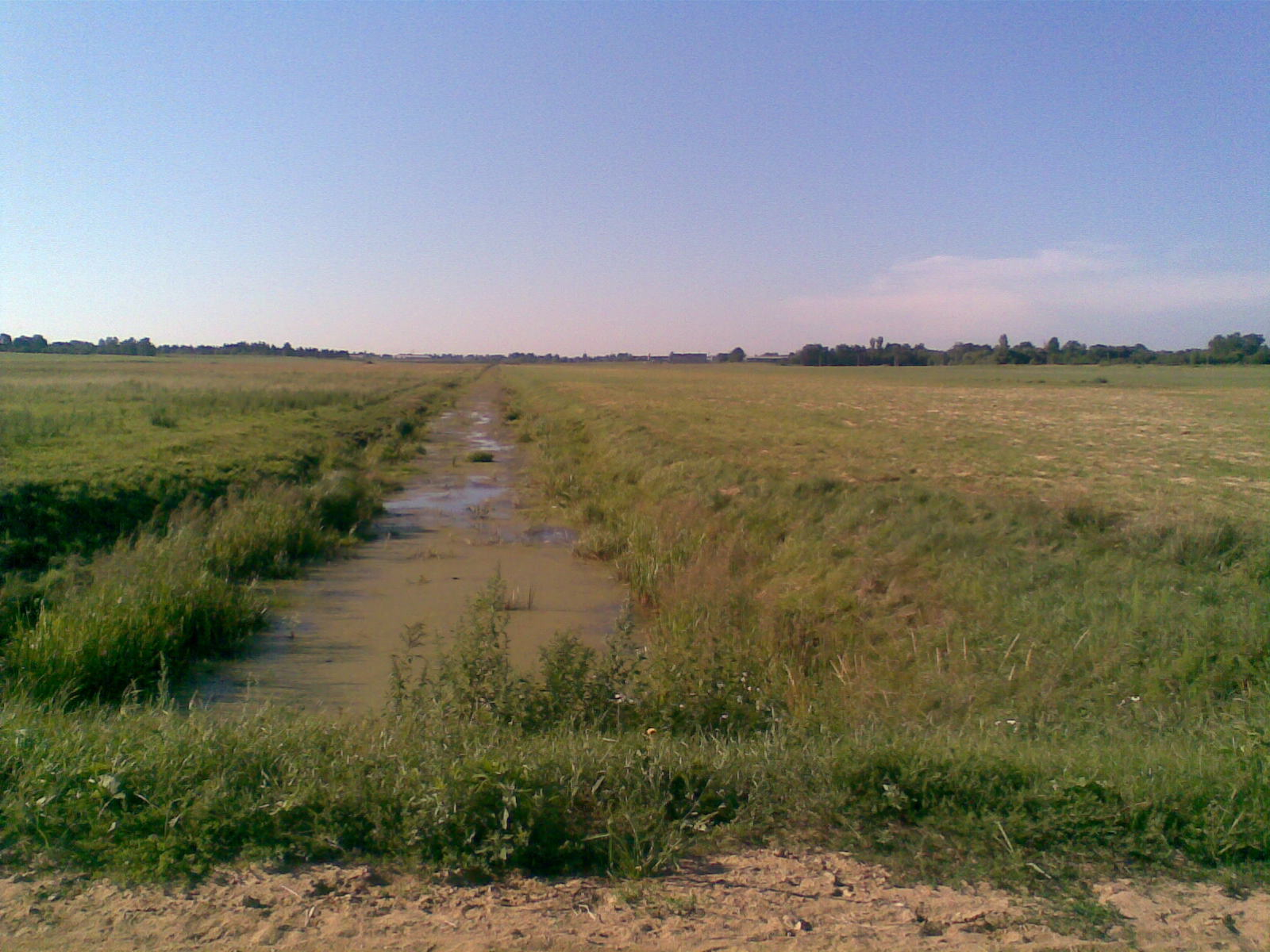
Центральный канал, раньше река Белица, на которой была водяная мельница